# Rząśnik (gromada w powiecie złotoryjskim)
Rząśnik (od 31 XII 1961 Sokołowiec) – dawna gromada, czyli najmniejsza jednostka podziału terytorialnego Polskiej Rzeczypospolitej Ludowej w latach 1954–1972.
Gromady, z gromadzkimi radami narodowymi (GRN) jako organami władzy najniższego stopnia na wsi, funkcjonowały od reformy reorganizującej administrację wiejską przeprowadzonej jesienią 1954 do momentu ich zniesienia z dniem 1 stycznia 1973, tym samym wypierając organizację gminną w latach 1954–1972.
Gromadę Rząśnik z siedzibą GRN w Rząśniku utworzono – jako jedną z 8759 gromad na obszarze Polski – w powiecie złotoryjskim w woj. wrocławskim, na mocy uchwały nr 35/54 WRN we Wrocławiu z dnia 2 października 1954. W skład jednostki weszły obszary dotychczasowych gromad Rząśnik i Sokołowiec ze zniesionej gminy Rząśnik w tymże powiecie. Dla gromady ustalono 15 członków gromadzkiej rady narodowej.
31 grudnia 1961, na mocy uchwały nr 20 WRN we Wrocławiu z 6 października 1961, do gromady Rząśnik  miano  włączyć wieś Proboszczów ze zniesionej gromady Twardocice w tymże powiecie, a gromadę Rząśnik znieść, przenosząc siedzibę GRN z Rząśnika do Sokołowca i zmieniając nazwę jednostki na gromada Sokołowiec. Mimo opublikowania uchwały w Dzienniku WRN z 20 grudnia 1961, Rada Ministrów uchwałą nr 510/61 z 28 listopada 1961 odmówiła zatwierdzenia aktualnego punktu uchwały WRN, przez co do zmian tych nie doszło.
1 lipca 1968 gromadę zniesiono, a jej obszar włączono do gromady Świerzawa w tymże powiecie.